# Løftekrog
En løftekrog er på en kran den del, der skaber forbindelse til det løftede objekt.